# Tetraleurodes leguminicola
Tetraleurodes leguminicola es un hemíptero de la familia Aleyrodidae, con una subfamilia: Aleyrodinae.
Fue descrita científicamente por primera vez por Bink-Moenen en 1983.